# 鄒式金
鄒式金（?—?），字促憚，號木石、香眉居士。直隸無錫（今江蘇）人，明朝政治人物，進士出身。
崇祯六年举人，十三年（1640年）进士，工部观政，歷官南京户部主事，南京户部郎中，福建泉州知府等职。曾參與抗清。入清後，隐居眾香庵，工画山水。著有杂剧《风流家》，编有《杂剧三集》。